# Ruth Bleier
Ruth Harriet Bleier (New Kensington, 1923–1988) was een neurofysiologe en ook de eerste feministische wetenschapper die onderzocht hoe seksediscriminatie de biologische wetenschap heeft beïnvloed. Haar carrière bestond uit het combineren van haar wetenschappelijke interesse met haar inzet voor sociale gelijkheid voor vrouwen en de lagere klasse.

## Jongere jaren en opleiding
Bleier werd in 1923 geboren in de stad New Kensington, gelegen in de Amerikaanse staat Pennsylvania. Ze behaalde in 1945 haar BA aan het Goucher College. In 1949 behaalde zij haar graad van Doctor of Medicine aan het Woman's Medical College of Pennsylvania. Ze liep stage in het Sinai Hospital in de stad Baltimore, en werkte daarna meer dan tien jaar als huisarts in de binnenstad van Baltimore. Ze trouwde met Leon Eisenberg. Samen kregen ze twee kinderen en hadden ze een medische kliniek voor de armen van Baltimore.

## Carrière
Bleier was een voorvechter voor burgerrechten bij het Maryland Committee for Peace in de vroege jaren 50 van de twintigste eeuw. Dit werk leidde tot een dagvaarding van het House Committee on Un-American Activities (HCUA) dat in die tijd werd geleid door de senator Joseph McCarthy. Omdat ze weigerde mee te werken, werd ze op de zwarte lijst van het HCUa geplaatst, waardoor ze werd geschorst als arts. Omdat ze haar beëdiging als arts had verloren, ging Bleier in 1957 naar de Johns Hopkins University School of Medicine om neuroanatomie te studeren bij professor Jerzy Rose. In 1961 behaalde ze haar postdoctorale graad. Ze gaf haar werk als medicus op om les te geven in psychiatrie en psychologie aan het Adolph Meyer Loboratory of Neuroanatomy. Vervolgens ging ze in 1967 werken op de afdeling Neurofysiologie van de University of Wisconsin-Madison; tegelijkertijd werkte ze bij het Weisman Center of Mental Retardation en het Wisconsin Regional Primate Center. Bleier is een erkende autoriteit op het gebied van de dierlijke hypothalamus: ze heeft drie werken gepubliceerd over dit onderwerp.

## Feministische analyse en theorieën

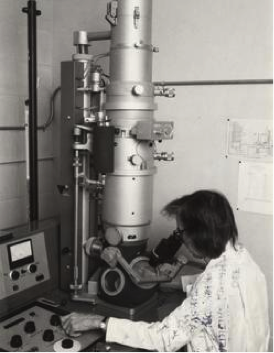
Ruth Bleier kijkt in een elektronenmicroscoop, jaren 1980

In de jaren ’70 begon Bleier in te zien hoe de biologische wetenschappen werden beïnvloed door seksisme en andere culturele vooroordelen, en ze legde zich daarom toe op het toepassen van feministische analyses en standpunten op de uitvoering en theorieën van de wetenschap. Ook ging ze zich richten op het verbeteren van de toegankelijkheid voor en de positie van vrouwen in het hoger onderwijs. Bleier betwistte het idee dat de sociobiologie een verklaring kon geven voor de conventionele rolverdeling tussen mannen en vrouwen. In haar werk liet ze zien dat sekse, seksualiteit en wetenschap geen oordeelvrije statische gegevens zijn, maar dat ze voortdurend aan verandering onderhevig zijn door de invloed van sociale waarden en ideeën.
Haar boeken over biologie en feminisme, Science and Gender: A Critique of Biology and Its Theories on Women (1984) en Feminist Approaches to Science (1986), zijn belangrijke werken geworden op het gebied van vrouwenstudies om de biologische verschillen tussen de seksen en de oorsprong van sekseverschillen te onderzoeken.

## Vrouwenrechten
In lijn met haar activistische activiteiten werd Bleier medeoprichtster van de Association of Faculty Women aan de University of Wisconsin-Madison. De vereniging daagde de administratie uit om de status en salarissen van vrouwelijke docenten van de campus te herwaarderen en om ongelijkheden recht te trekken. De vereniging bereikte dat de lonen van mannelijke en vrouwelijke medewerkers van de universiteit werden gelijkgesteld, en ook dat vrouwen de mogelijkheid kregen om daar te sporten, door hen een groepsdouche in de herenkleedkamer ter beschikking te stellen. Bleier hielp ook bij het instellen van de Woman’s Studies Program in 1975, en was zelfs voorzitter van 1982 tot 1986.

## Persoonlijk
Na een scheiding van haar echtgenoot, kwam Bleier uit voor haar lesbische geaardheid en begon ze met haar werk voor rechten voor lesbiennes binnen de vrouwenbeweging. Ze begon een lesbisch restaurant, organiseerde lesbische sociale activiteiten en opende een feministische boekenwinkel. Daarnaast streed Bleier samen met dr. Elizabeth Karlin voor het recht op abortus.
Bleier stierf in 1988 aan kanker op 64-jarige leeftijd.

## Studiebeurs
De Universiteit van Wisconsin kent jaarlijks de Ruth Bleier-studiebeurs toe, bedoeld als aanmoediging voor jonge vrouwen om een carrière in de exacte wetenschap, techniek of wiskunde te volgen. De afdeling Geschiedenis van de geneeskunde van de universiteit heeft een bijzondere leerstoel ter ere van haar ingesteld.
- Bibsys: 90126820
- Gemeinsame Normdatei: 171980239
- International Standard Name Identifier: 0000 0000 8239 4672
- Library of Congress Control Number: n83190343
- Nationale Bibliotheek van Letland: 000039844
- Nationale Bibliotheek van Israël: 987007275603805171
- Nederlandse Thesaurus van Auteursnamen: 071592326
- Istituto Centrale per il Catalogo Unico: TO0V094151
- Système universitaire de documentation: 260221716
- Virtual International Authority File: 57209102
- WorldCat: E39PBJghmC7rcMrMr7cCdbjDMP